# Apocrisias thaumasta
Apocrisias thaumasta är en fjärilsart som beskrevs av John G. Franclemont 1966. Apocrisias thaumasta ingår i släktet Apocrisias och familjen björnspinnare. Inga underarter finns listade i Catalogue of Life.